# 千田村 (広島県)
千田村（せんだむら）は、広島県深安郡にあった村。現在の福山市の一部にあたる。

## 地理
- 河川：芦田川[2]

## 歴史
- 1889年（明治22年）4月1日、町村制の施行により、深津郡千田村、藪路村、坂田村が合併して村制施行し、千田村が発足[1][2]。
- 1898年（明治31年）10月1日、郡の統合により深安郡に所属[2][1]。
- 1956年（昭和31年）9月30日、福山市に編入され廃止[1][2]。

## 産業
- 農業、木綿[2]

## 交通

### 鉄道
- 1914年（大正3年）両備軽便鉄道（現福塩線）横尾駅開設[2]

## 教育
- 1873年（明治6年）公立小学校千田学校設立[2]。1879年（明治12年）千田小学校となる[2]。1891年（明治24年）千田尋常小学校となり、1919年（大正8年）高等科を併置[2]。